# Jeppe Reipurth
Jeppe Reipurth (født 1956, død 1989) var en dansk trommeslager.
Han var fast medlem af gruppen Bifrost i perioden 1980 til 1985, og han erstattede Kasper Winding i fusionsorkestrene Buki Yamaz og Secret Oyster. Desuden indspillede han med Laid Back og Aske Bentzon i 1979, og han var med i Mona Larsen Group i 1980 - dette år spillede han også med Crazy Canary.
På Poul Halberg og Mona Larsens første album fra 1981, som blev fødslen på 1980'er hittet Halberg Larsen, er Jeppe Reipurth krediteret for tre trommetracks.
I 1986 kom Jeppe Reipurth med i Troels Jensens band Katzenjammer Kids, hvis medlemmer derudover var Jørgen Lang, Knut Henriksen og Kjeld Lauritsen